# Lucas Industries

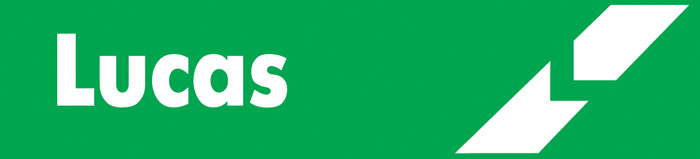
Logo

Lucas Industries plc war ein in Birmingham ansässiger britischer Hersteller von Komponenten für die Automobil- und Luftfahrtindustrie und wichtigster Zulieferer britischer Automobilhersteller.

## Geschichte

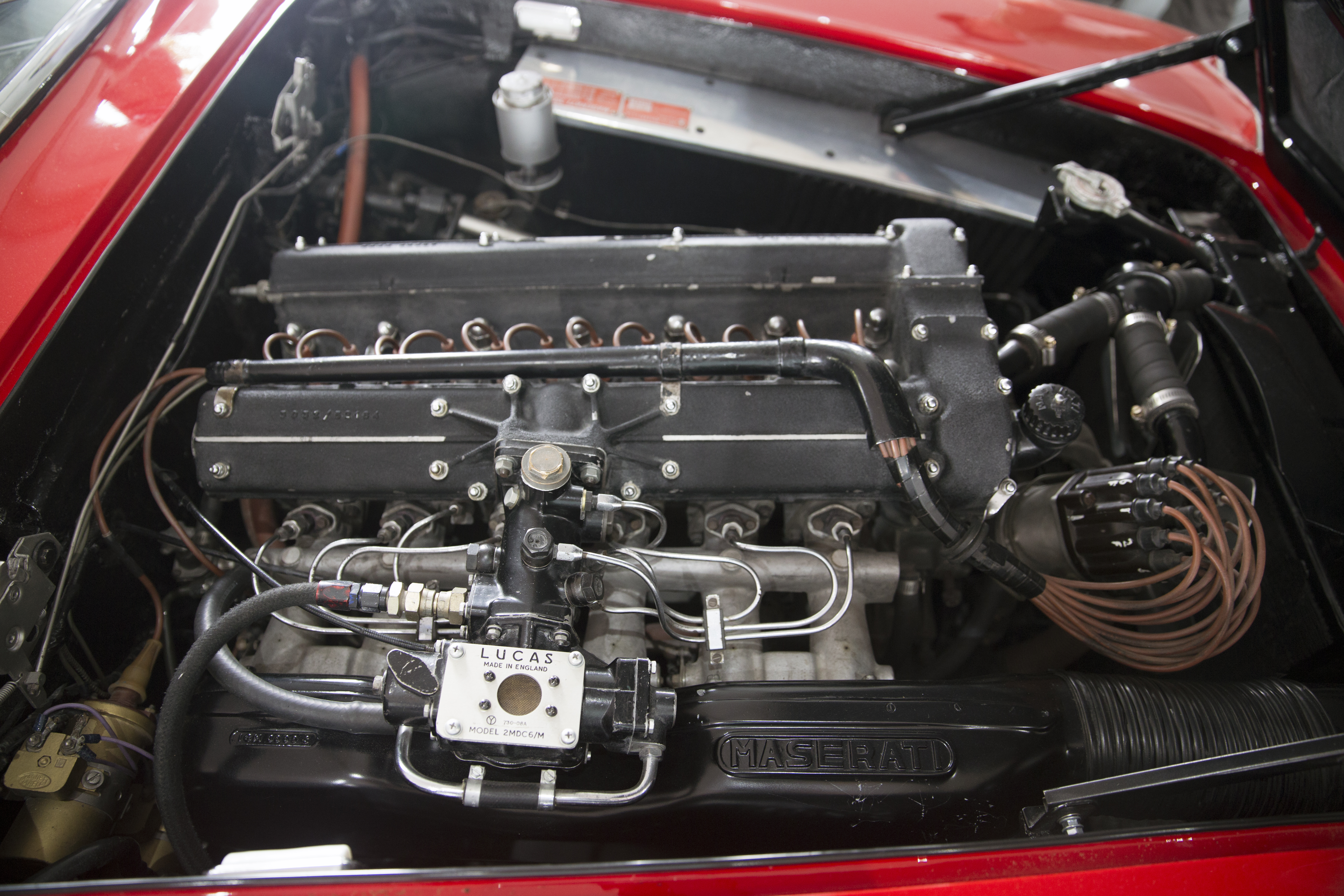
Maserati Sebring 3500 GTI mit Lucas-Kraftstoffeinspritzung

Das Unternehmen wurde von Joseph Lucas und seinem Sohn Harry 1872 unter der Firma Joseph Lucas & Son gegründet. Zu Beginn handelte man mit Waren aus Metall und mit Lampen für Schiffe und Busse. 1902 wurde die Firma in Joseph Lucas Ltd geändert, und das Unternehmen spezialisierte sich in den Bereichen Magnetzünder, Verteiler, Scheinwerfer, Scheibenwischermotoren, Startermotoren und ähnlichen Zulieferteilen.
Der Hersteller von Schaltern und Akkumulatoren CAV und Rotax, ein Hersteller von Motorradzubehör, wurden 1926 übernommen, der Bremsenhersteller Girling 1929. Den direkten Konkurrenten Simms (mit Produktion von Startermotoren, Zündkerzen, Zündspulen u. a.) übernahm Lucas 1968. Mit zunehmender Größe erreichte Lucas für den britischen Markt eine Bedeutung analog zu Bosch für den deutschen Markt, belieferte jedoch auch zahlreiche internationale Kunden beispielsweise mit Brems- und Beleuchtungskomponenten sowie Einspritzanlagen für Diesel- und Ottomotoren.
Im August 1996 fusionierte Lucas Industries mit dem amerikanischen Hersteller Varity zu LucasVarity; der Markenname Lucas wurde weitergeführt. 1999 wurde LucasVarity von TRW Inc. übernommen. Nach der Übernahme wurde der Markenname Lucas aufgrund seines Markenwerts an Elta Lighting für den Ersatzteilmarkt im Vereinigten Königreich lizenziert. Die Marke Lucas ist derzeit im Besitz von ZF Friedrichshafen, das die Vereinbarung mit Elta beibehalten hat.

## Fahrzeugproduktion
Zwischen 1974 und 1980 baute Lucas einige Lieferwagen wie den Ford Transit zu Elektroautos um. Außerdem entstanden einige Taxis, deren fünfsitzige Karosserie von Ogle Design entworfen wurde. Ein Elektromotor mit 60 PS Leistung trieb die Vorderräder an.

## Trivia

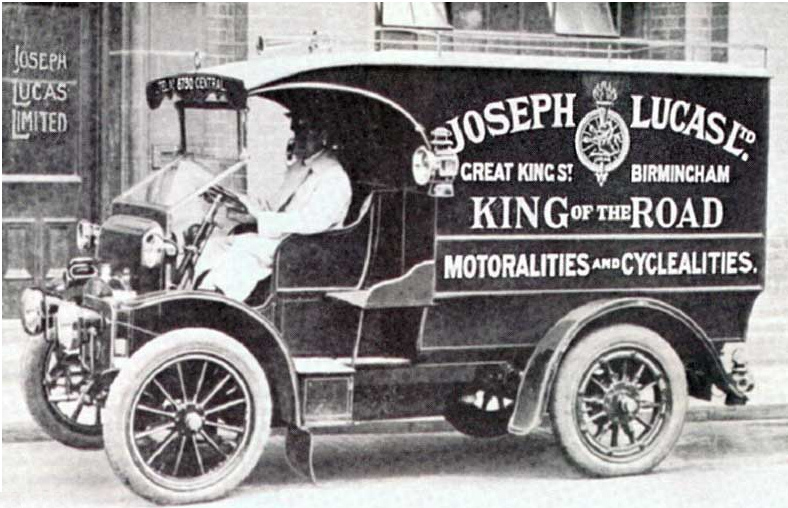
Lucas-Werbung auf einem 1910 Austin 15

Harry Lucas entwarf 1879 eine Nabenlampe zur Verwendung in einem Hochrad und nannte die Öllampe King of the Road (engl. König der Straße). Lucas verwendete diesen Beinamen fortwährend für die prestigeträchtigsten und meist hochpreisigsten Lampen und Waren, sodass dieser Name bis heute mit den von Lucas Companies hergestellten Produkten in Verbindung gebracht wird. Nach dem Zweiten Weltkrieg wurde Lucas gelegentlich abfällig als Prince of Darkness (engl. Prinz der Dunkelheit) oder als Inventor of the Electrical Darkness (engl. Erfinder der elektrischen Dunkelheit) bezeichnet, in Anlehnung an angeblich häufige Ausfälle der Elektrikkomponenten. Es ist unklar, ob diese Kritik berechtigt war, oder ob die Fehler in schlechter Verarbeitungsqualität des Hauptabnehmers British Leyland zu suchen waren.